# La Reine de Saba (Gounod)
Pour les articles homonymes, voir La Reine de Saba.
La Reine de Saba est un opéra en quatre actes de Charles Gounod, fondé sur la figure biblique du même nom, créé le 28 février 1862.
L'opéra s'inspire d'un texte de Gérard de Nerval, le livret, de Jules Barbier et Michel Carré, comporte 5 actes mais lors de la création il est donné dans une version en quatre actes (suppression du deuxième acte). La mise en scène est d'Eugène Cormon, la chorégraphie de Lucien Petipa, les décors d'Edouard Desplechin, de Charles Cambon et Joseph Thierry, les  costumes d'Alfred Albert et Paul Lormier.
La première eut lieu le 05 décembre 1862 (reprise en mars 1876) à la Monnaie de Bruxelles.

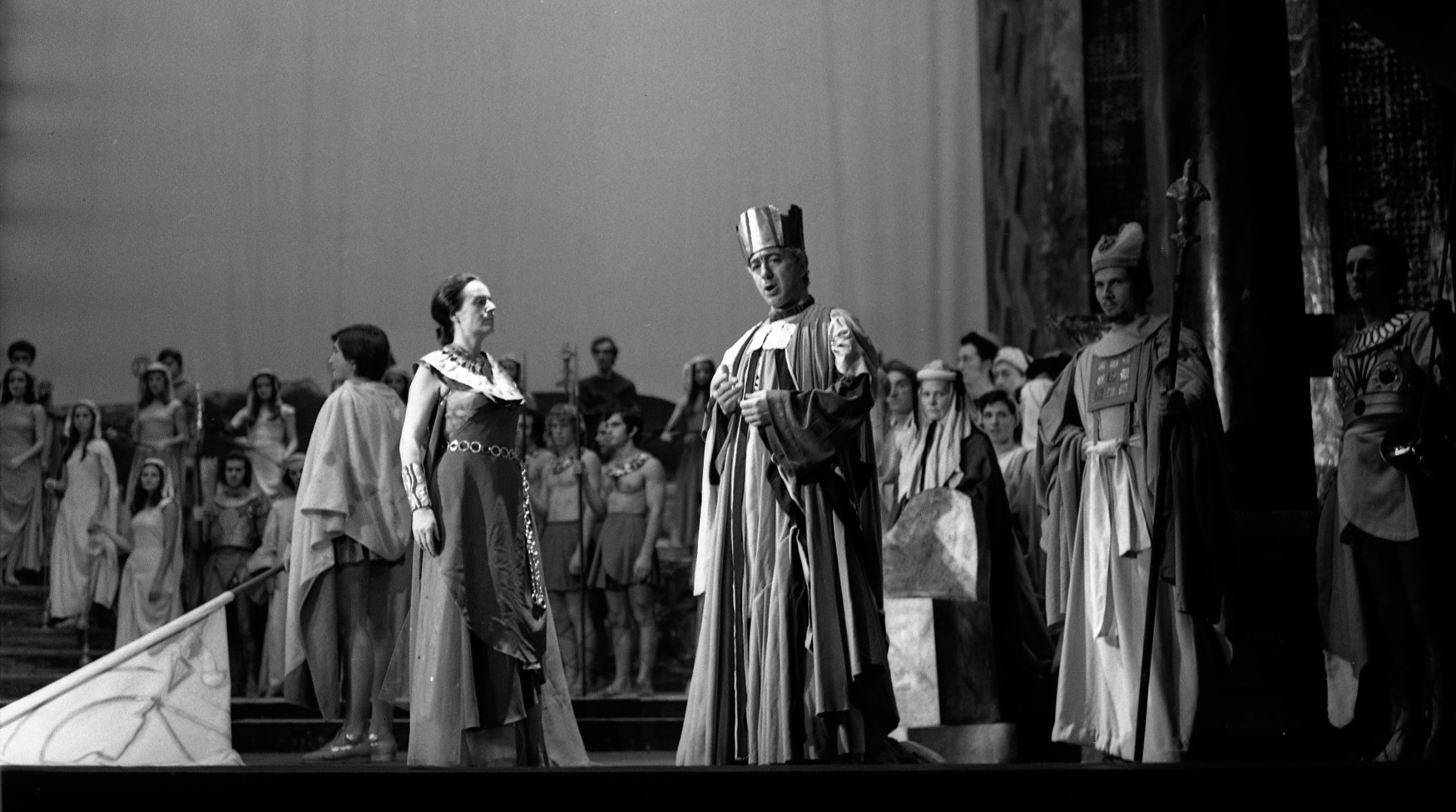
Représentation au théâtre du Capitole de Toulouse, 1970.

## Intrigue
L’architecte Adoniram se désespère à parvenir à façonner une vasque dépeignant la mer d’airain. Son apprenti, Bénoni, l'informe que la reine de Saba doit venir à Jérusalem rendre visite à son fiancé Salomon (Soliman dans l’opéra). Elle est pourtant séduite par l’architecture du temple ainsi que par son architecte. Au deuxième acte, Soliman et Balkis viennent assister à la fonte de la mer d’airain mais le haut fourneau explose. 
L’artiste, abattu, rend à la reine le collier qu’elle lui avait offert mais elle lui avoue alors son amour. Soliman tente de contraindre la reine au mariage prévu entre eux, en vain car elle a prévu de s’enfuir avec Adoniram. Hélas, l’architecte est poignardé par trois travailleurs rebelles et la reine arrive trop tard au rendez-vous.

## Distribution des créations
| Rôles                                               | Voix          | Création, le 28 février 1862 (Chef d'orchestre : Pierre-Louis Dietsch) |
| --------------------------------------------------- | ------------- | ---------------------------------------------------------------------- |
| Balkis, la reine                                    | soprano       | Pauline Lauters                                                        |
| Bénoni                                              | mezzo-soprano | Bernardine Hamaekers (en)                                              |
| Sarahil                                             | mezzo-soprano | Tarby                                                                  |
| Adoniram, sculpteur et architecte du premier temple | ténor         | Louis Gueymard                                                         |
| Soliman, le Salomon biblique                        | basse         | Jules-Bernard Belval                                                   |
| Amrou                                               | ténor         | Raphaël-Auguste Grisy                                                  |
| Phanor                                              | baryton       | Marié de l'Isle                                                        |
| Méthousaël                                          | basse         | Théodore-Jean-Joseph Coulon                                            |
| Sadoc                                               | basse         | Frèret                                                                 |